# 辛寨镇 (禹城市)
辛寨镇，是中华人民共和国山東省德州市禹城市下辖的一个乡镇级行政单位。

## 行政区划
辛寨镇下辖以下地区：
辛寨社区、梁河社区、尹庄社区、油坊社区、安和社区、锦绣社区、鑫家园社区、贾旺社区、马官社区、崔彭社区、徐各李社区、鑫苑社区、永进社区、庵任社区、常赵社区、李庄社区、新和社区、丰陈社区、王战社区、洛马佃社区、堂李社区、苗亭社区、大刘社区、四友社区、友谊社区、杨圈村、于屯村、苗林村、先锋村和小刘村。